# Lars Hofstedt
Lars Hofstedt, född 12 oktober 1879 i Västra Hoby socken, död 26 september 1941 i Göteborg, var en svensk skolman.
Lars Hofstedt avlade folkskollärarexamen 1901, var anställd vid Göteborgs folkskolor till 1921, då han blev inspektör för Göteborgstraktens inspektionsområde. Som pedagogisk praktiker ivrade Hofstedt för individualiserad undervisning på basis av ett fast verklighetsunderlag. Hofstedt innehade ett flertal förtroendeuppdrag inom olika lärarorganisationer och hade flera förordnanden som undervisningsråd. Även i läroplansarbetet var Hofstedt livligt engagerad och utgav flera läroböcker, särskilt i hembygdskunskap. Hofstedt donerade medel till en fond för främjande av pedagogisk och barnpsykologisk forskning.